# ハノーファー・シュタットバーンTW2000形電車
ハノーファー・シュタットバーンTW2000形電車（ハノーファー・シュタットバーンTW2000がたでんしゃ）は、ドイツの都市・ハノーファーのライトレール（シュタットバーン）であるハノーファー・シュタットバーンに在籍する電車。同時に生産されたTW2500形と共にハノーファー各地のシュタットバーンの路線で使用されており、その塗装から「シルバーフェイル（Silberpfeile）」という愛称で呼ばれる事もある。

## 概要
2000年にハノーファーで開催された万国博覧会（EXPO 2000）に向け、ハノーファー市内で公共交通機関を運営するハノーファー市交通会社（ÜSTRA）は1990年代後半からシュタットバーンや路線バスの近代化や輸送力増強へ向けた施策を行った。その一環として導入されたのが、TW2000形とTW2500形である。
3車体連接式の電車で、TW2000形は両方の車体に運転席が存在する両運転台式車両である一方、TW2500形は連結運転を前提に一方の車体にのみ運転席が存在する片運転台式車両でもう一方の車体には貫通扉が設けられている。車体デザインはハーバード・リンディンガーとジャスパー・モリソンによって行われ、銀色を基調に車体上下に緑色の帯を配色した塗装から「銀色の矢」を意味する「シルバーフェイル（Silberpfeile）」という愛称で呼ばれる事もある。また、車内空間の拡張を目的に車幅が2,650 mmに拡大しているが、使用される路線のトンネルや高床式プラットホームは既存の車両（TW6000形）の車体幅に適した構造になっているため、車体下部が狭まった構造になっている。

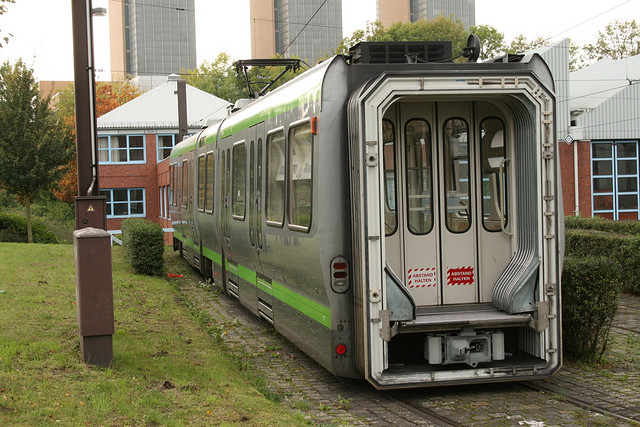
片運転台車両であるTW2500形の連結面側（2013年撮影）
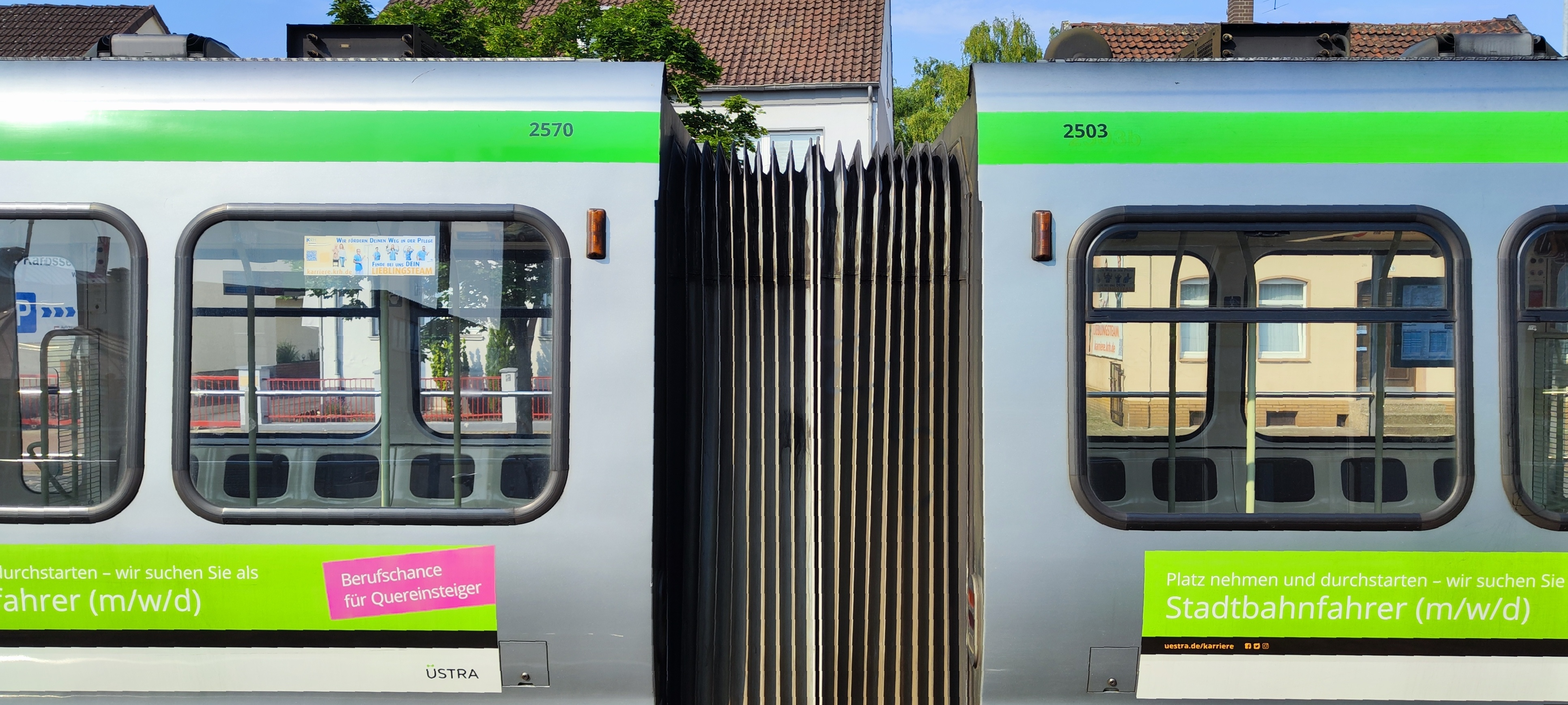
TW2500形の連結面には幌が設置されている（2023年撮影）

車内の座席はクロスシートに加えてロングシートも配置されており、立席定員の向上や混雑緩和が図られている。また、車内には車椅子やベビーカーの利用客に適したフリースペースも設置されている。空調装置については運転室に冷暖房双方に対応したものが搭載されている一方、客室には存在しない。

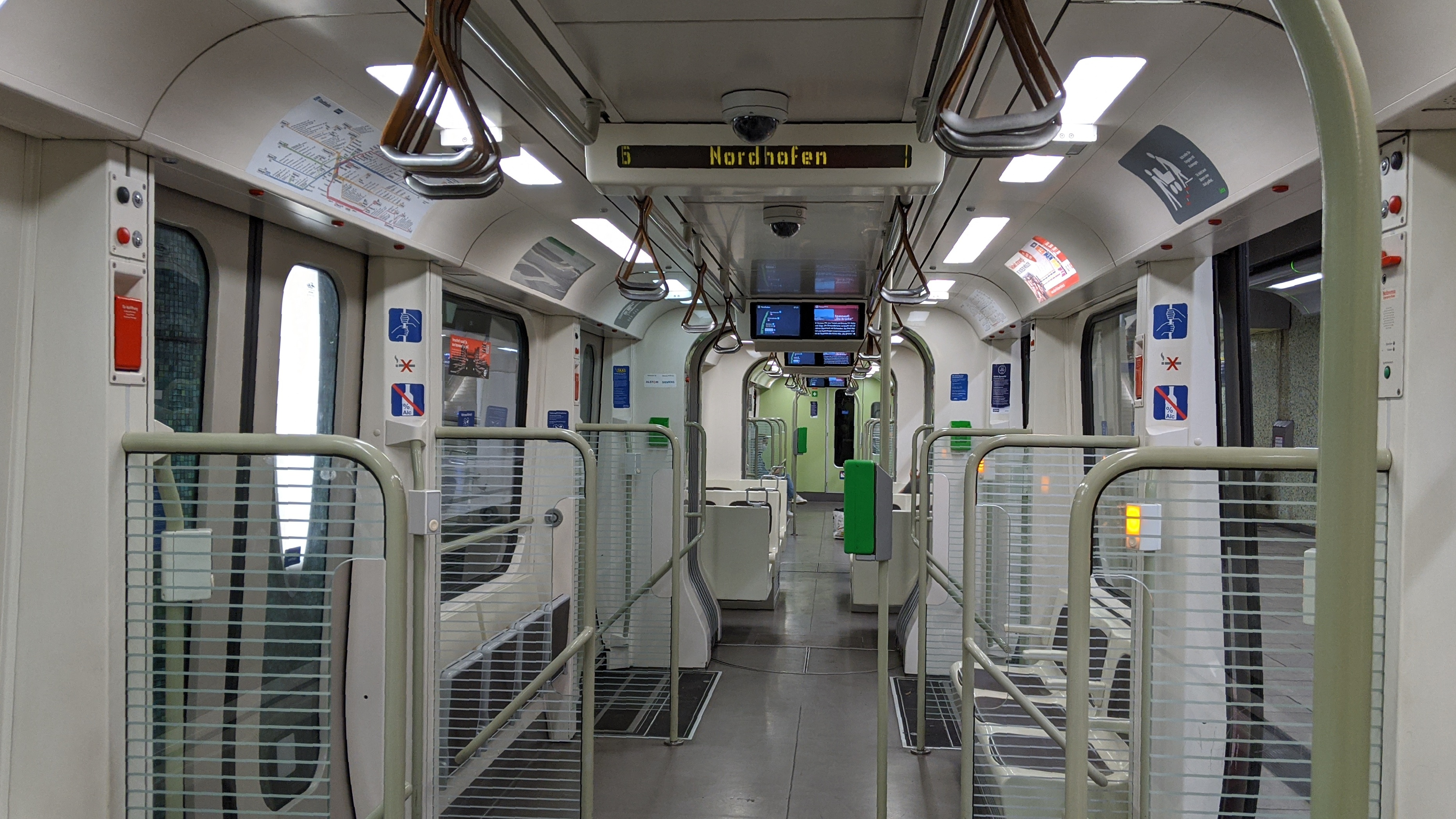
車内（TW2000形）

1997年4月14日に最初の車両がハノーファーで公開され、万国博覧会が開催された2000年までにTW2000形・TW2500形合わせて144両が導入された。以降、万国博覧会へ向けた延伸区間を含めたハノーファー・シュタットバーン各地の系統で使用されている。また、このTW2000形・TW2500形はデザイン面で高い評価を受け、1997年のiFデザイン賞を受賞している。

## ギャラリー

TW2000形
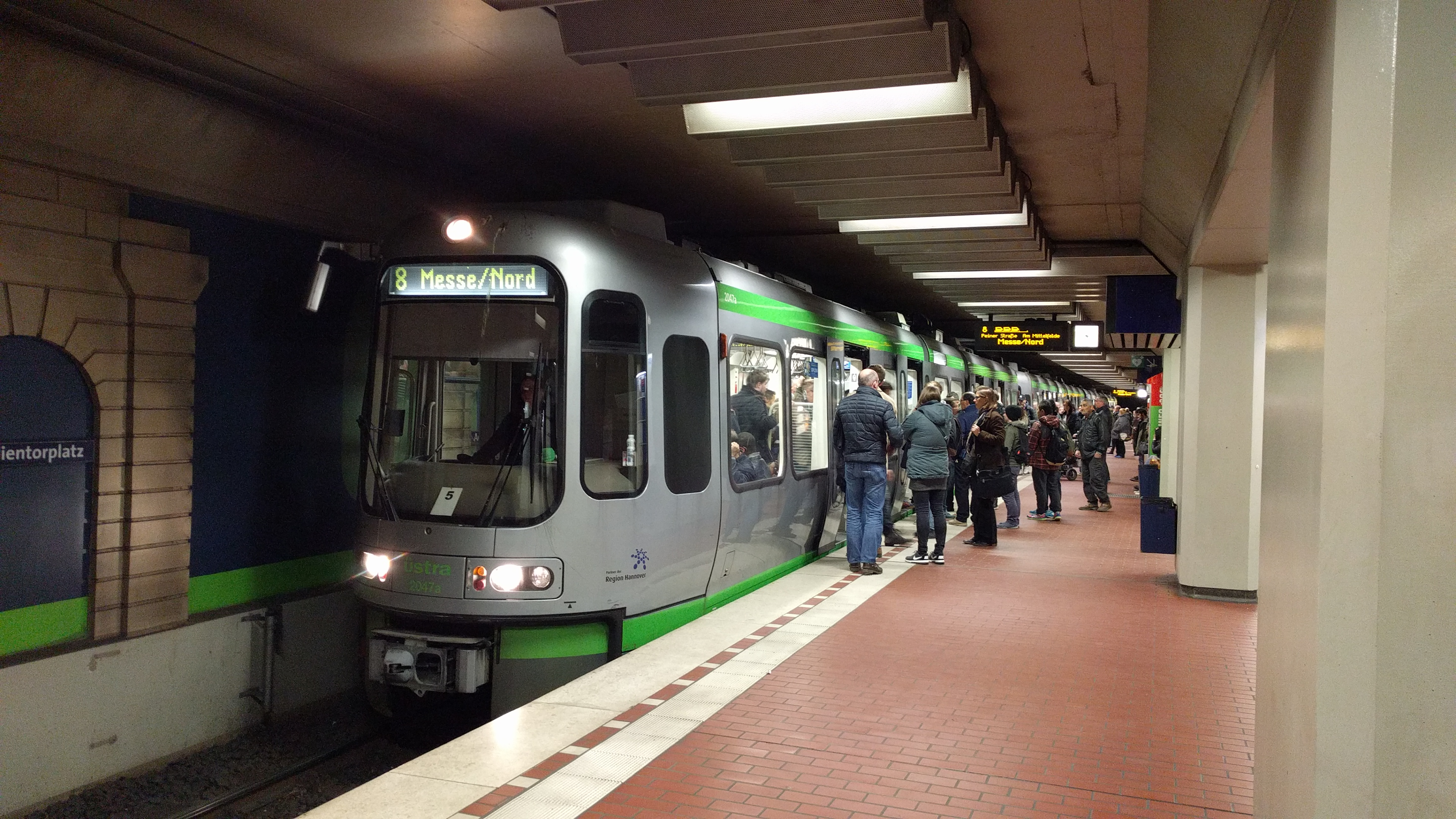
2017年撮影
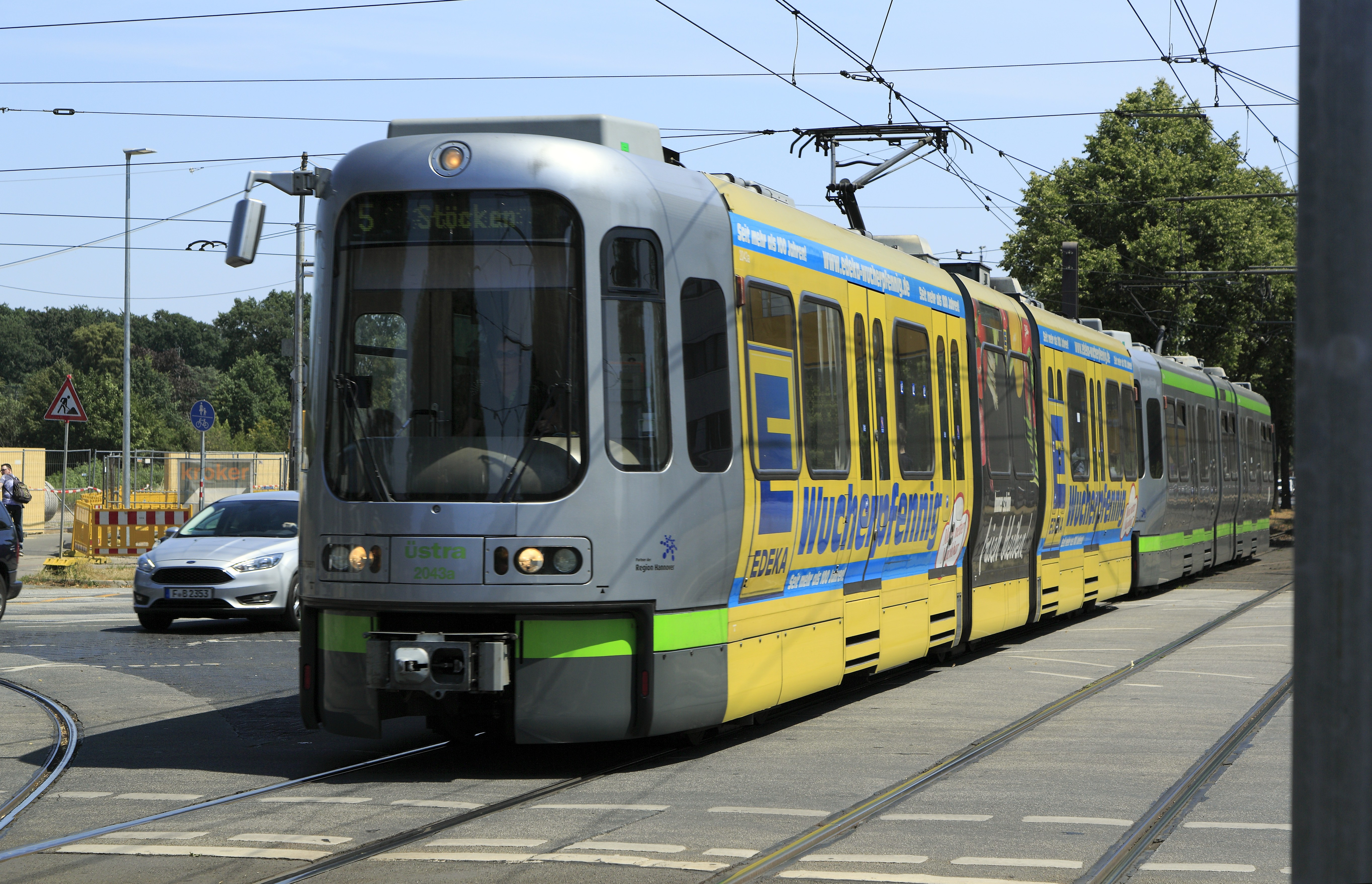
2018年撮影
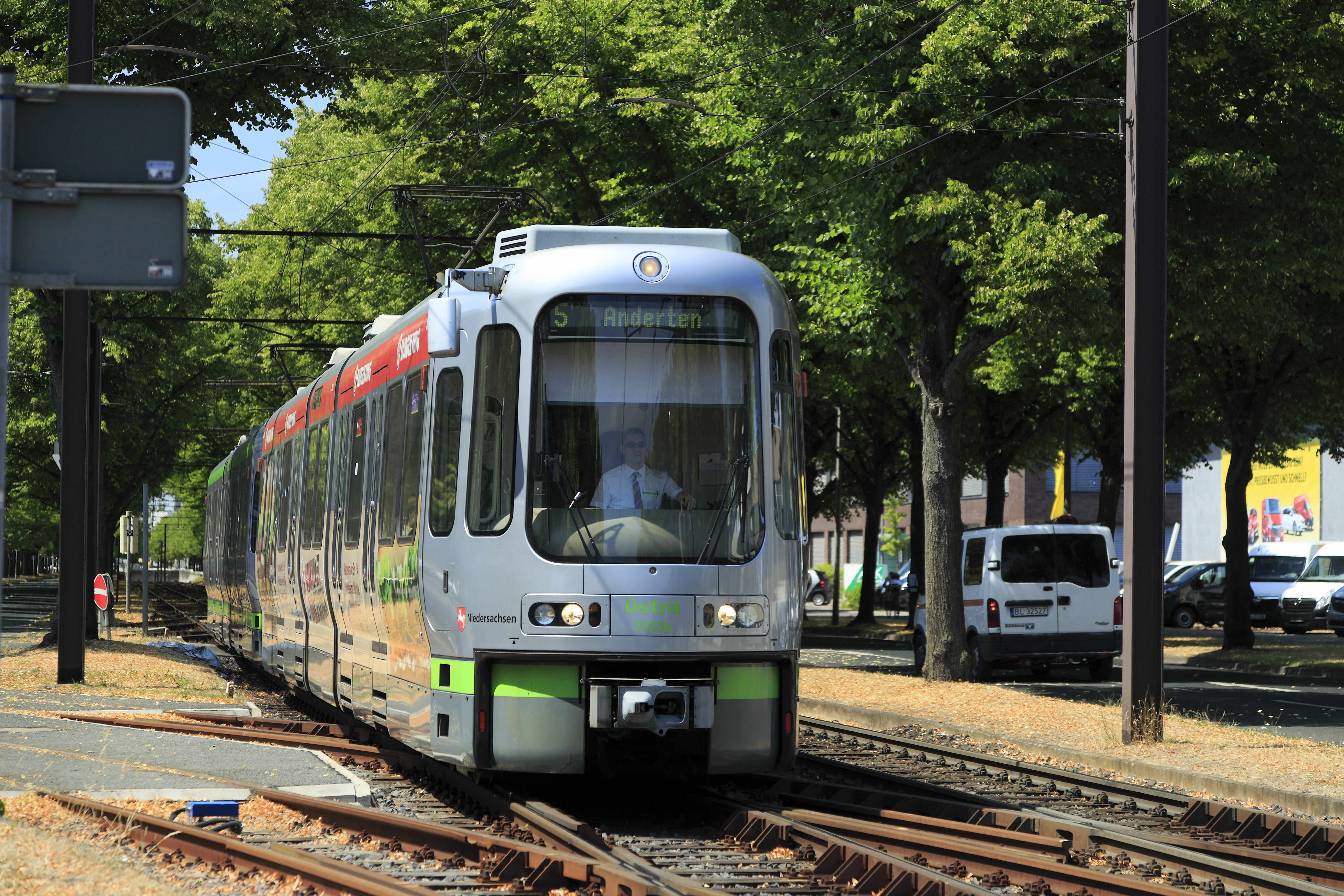
2018年撮影
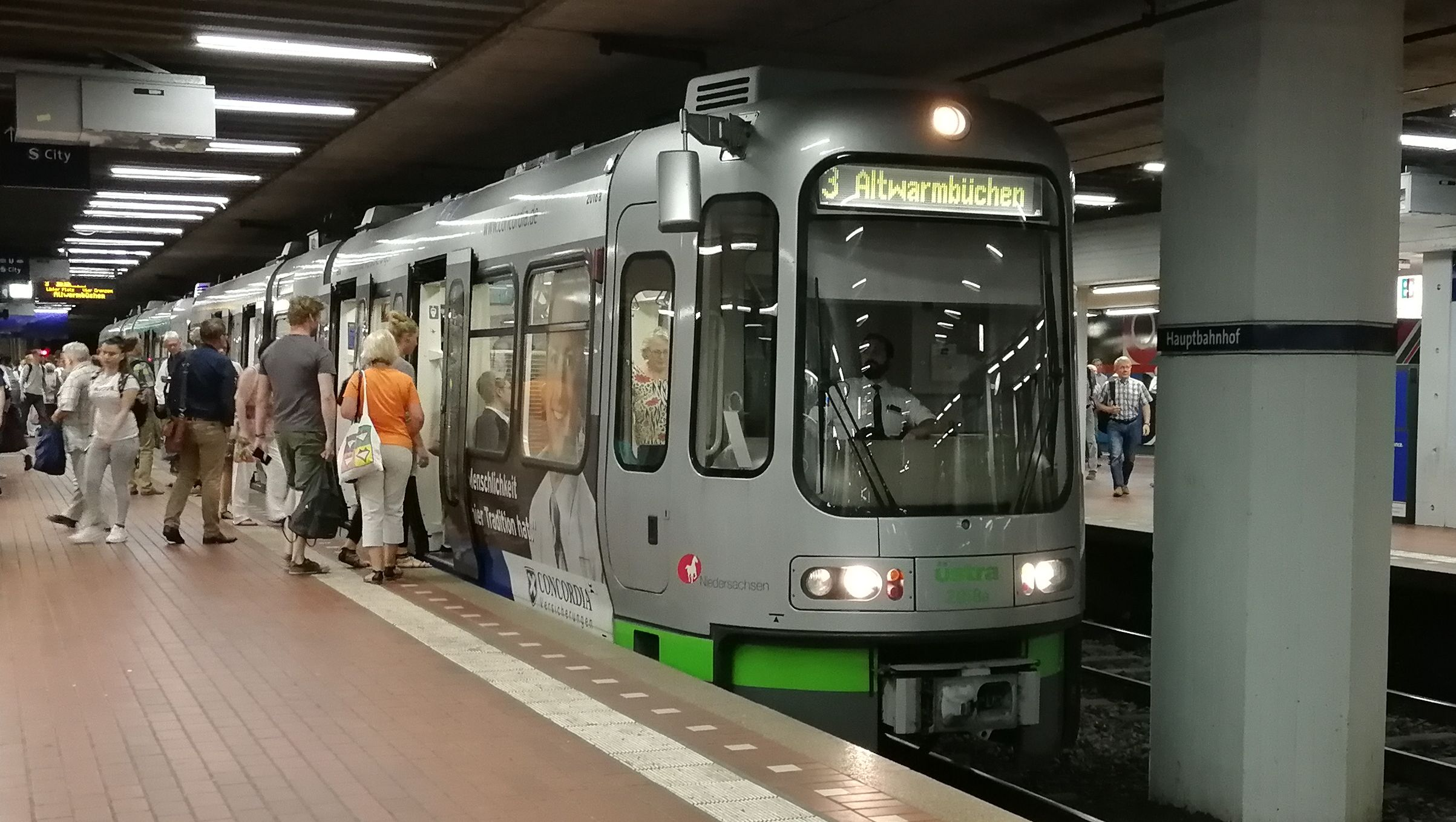
2018年撮影
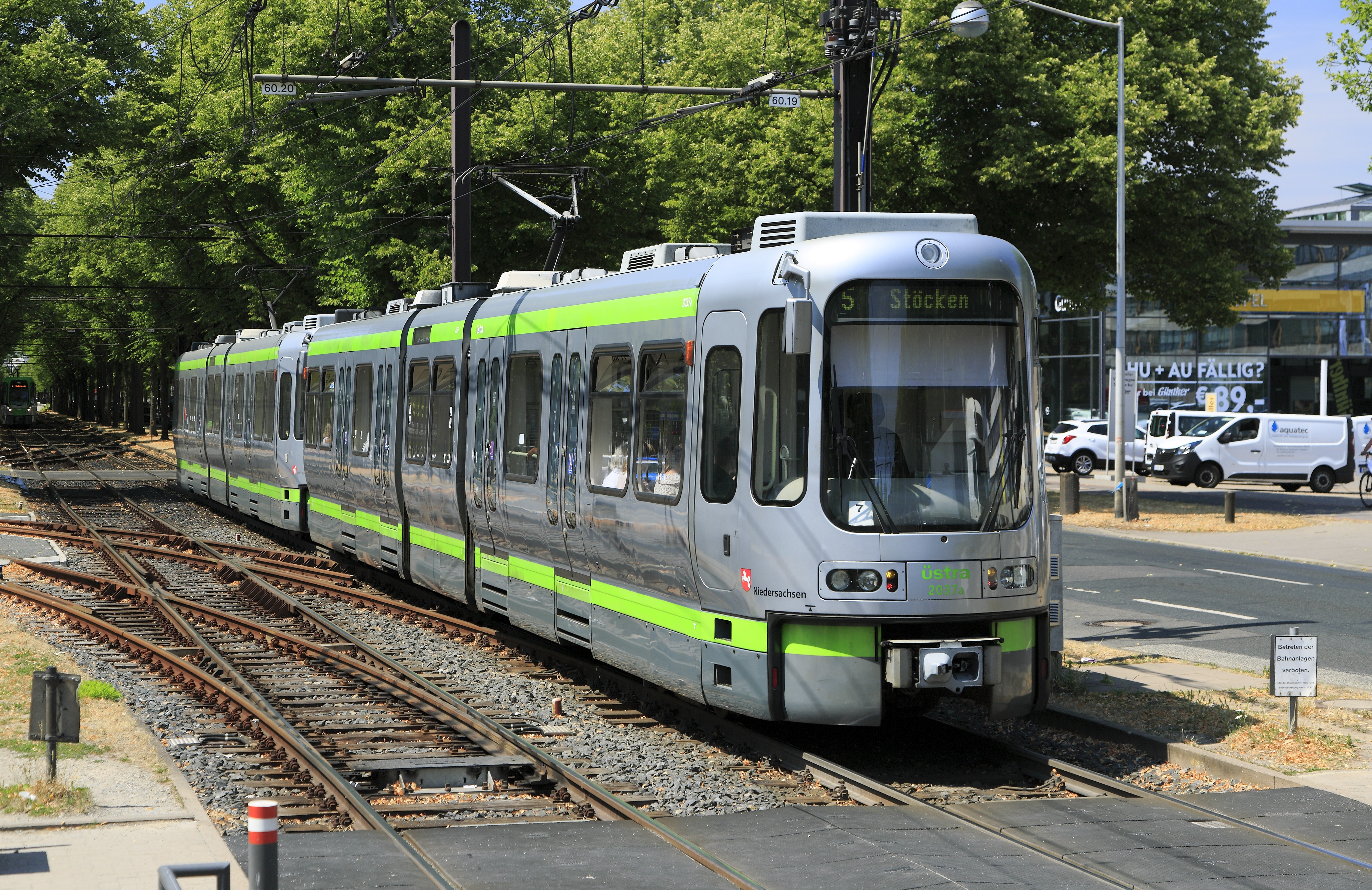
2018年撮影
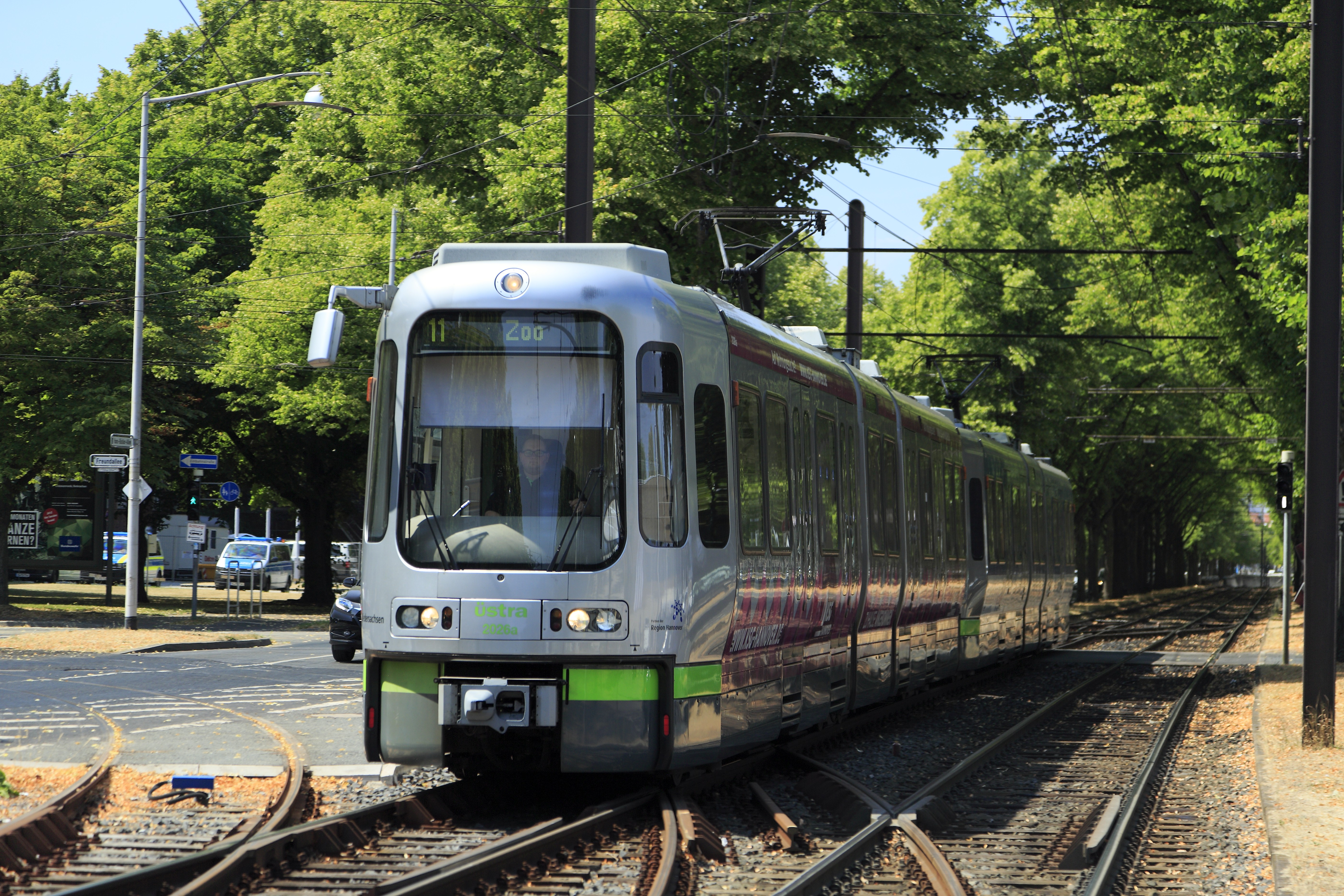
2018年撮影
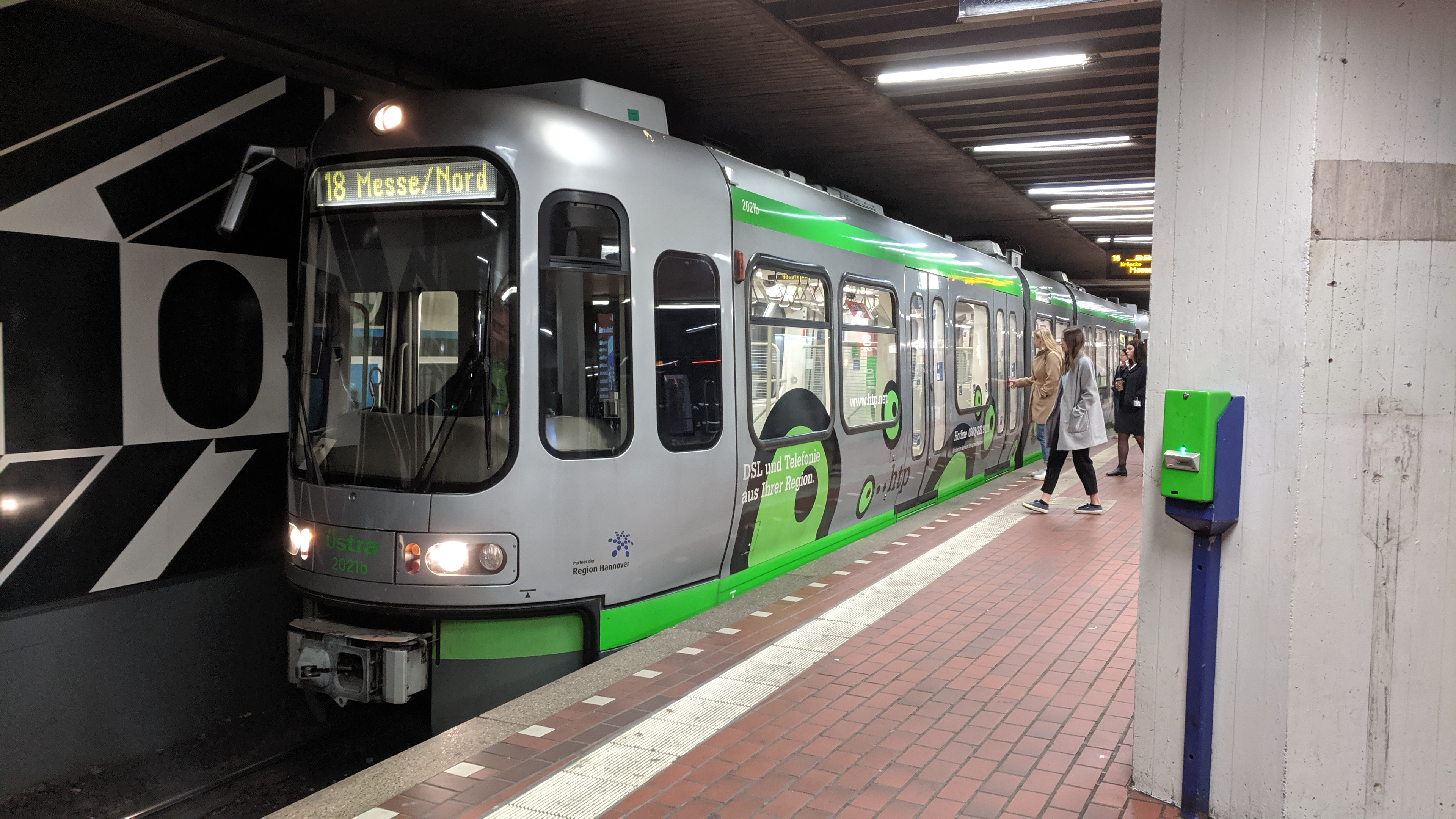
2019年撮影
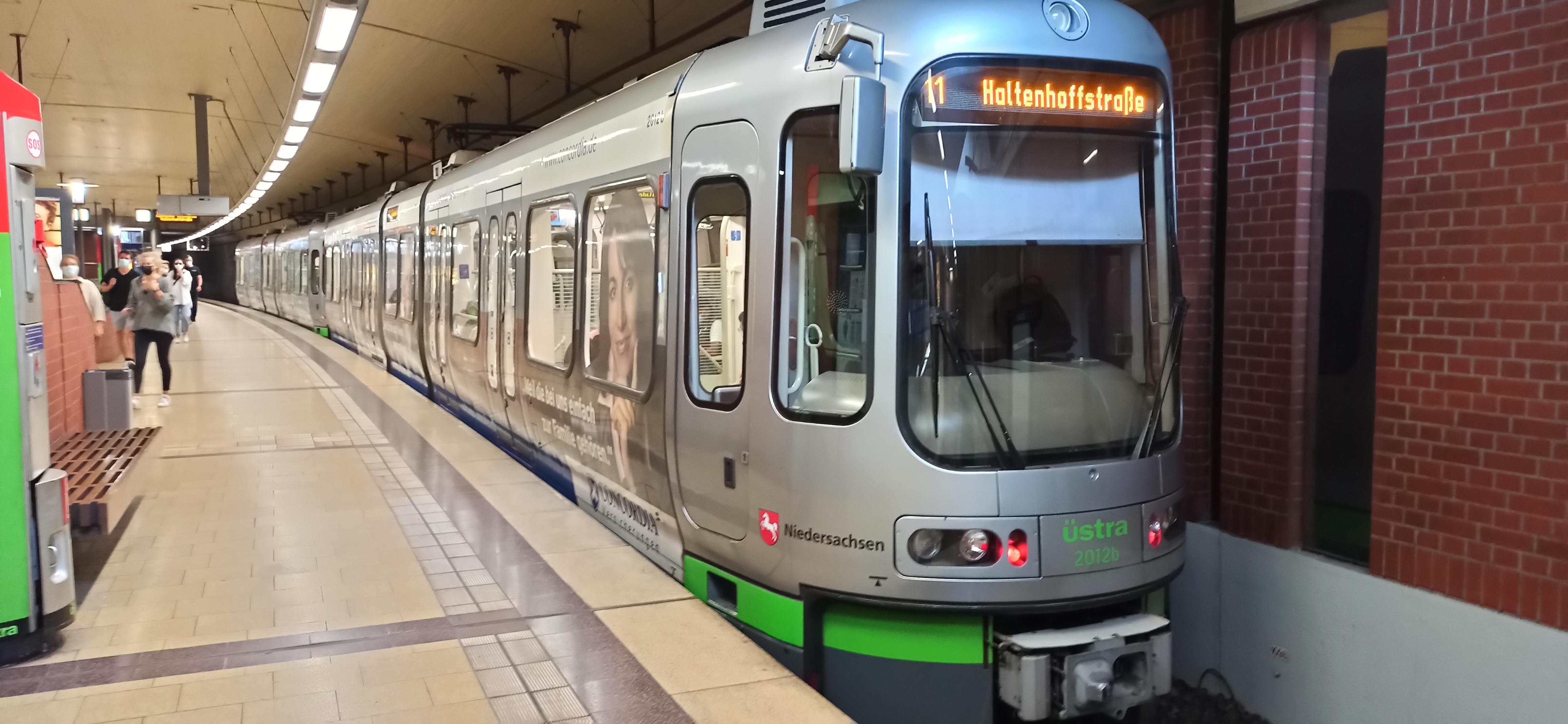
2021年撮影
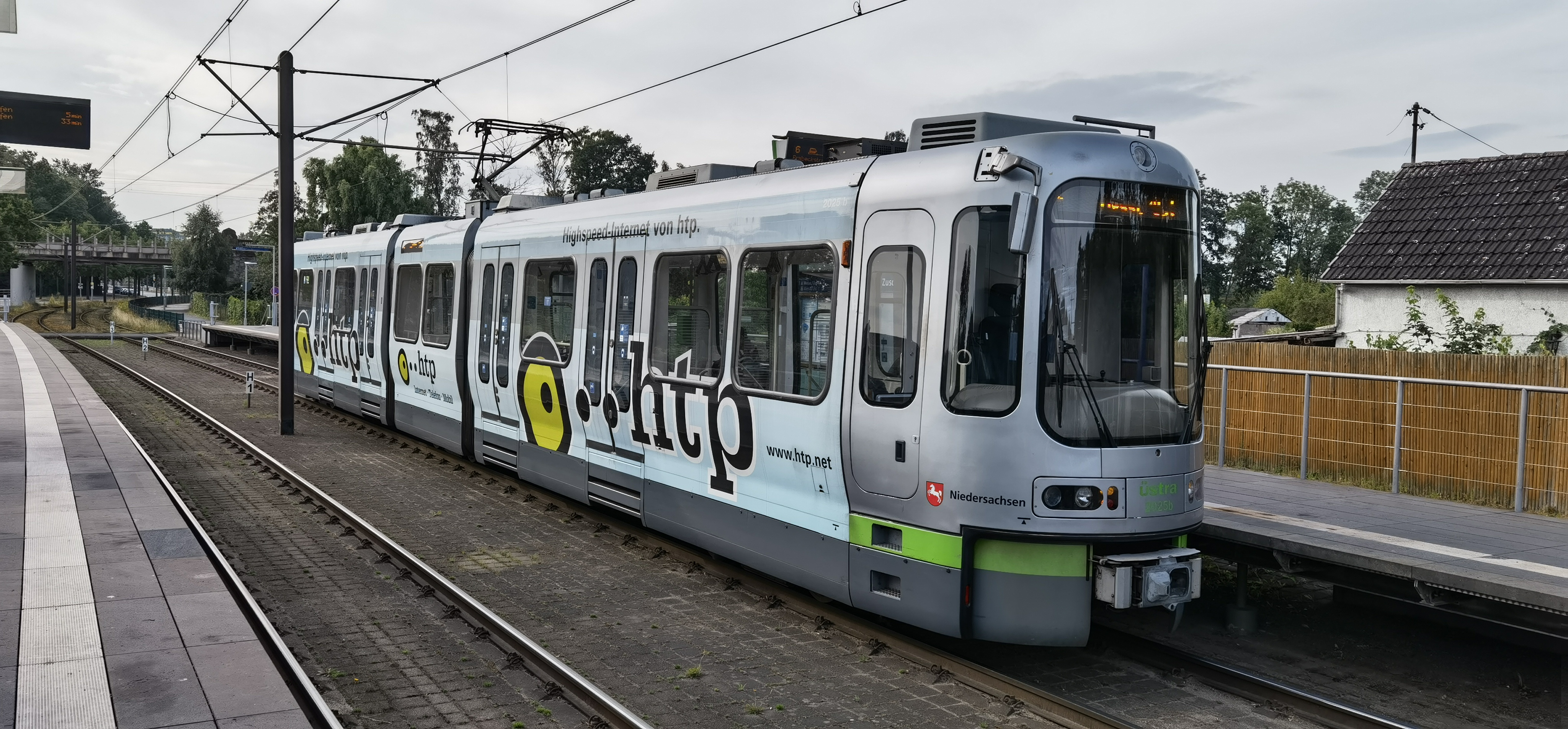
2021年撮影
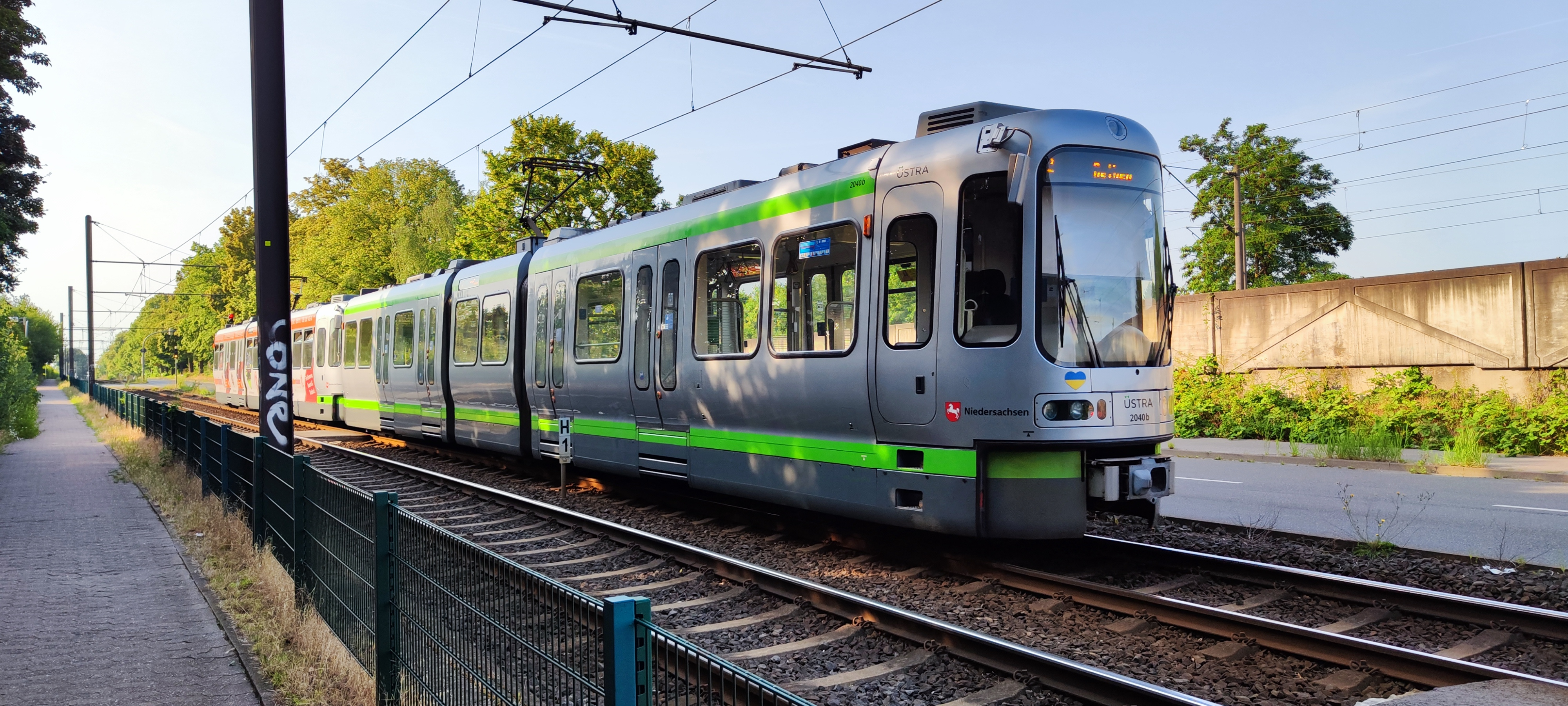
2023年撮影

TW2500形
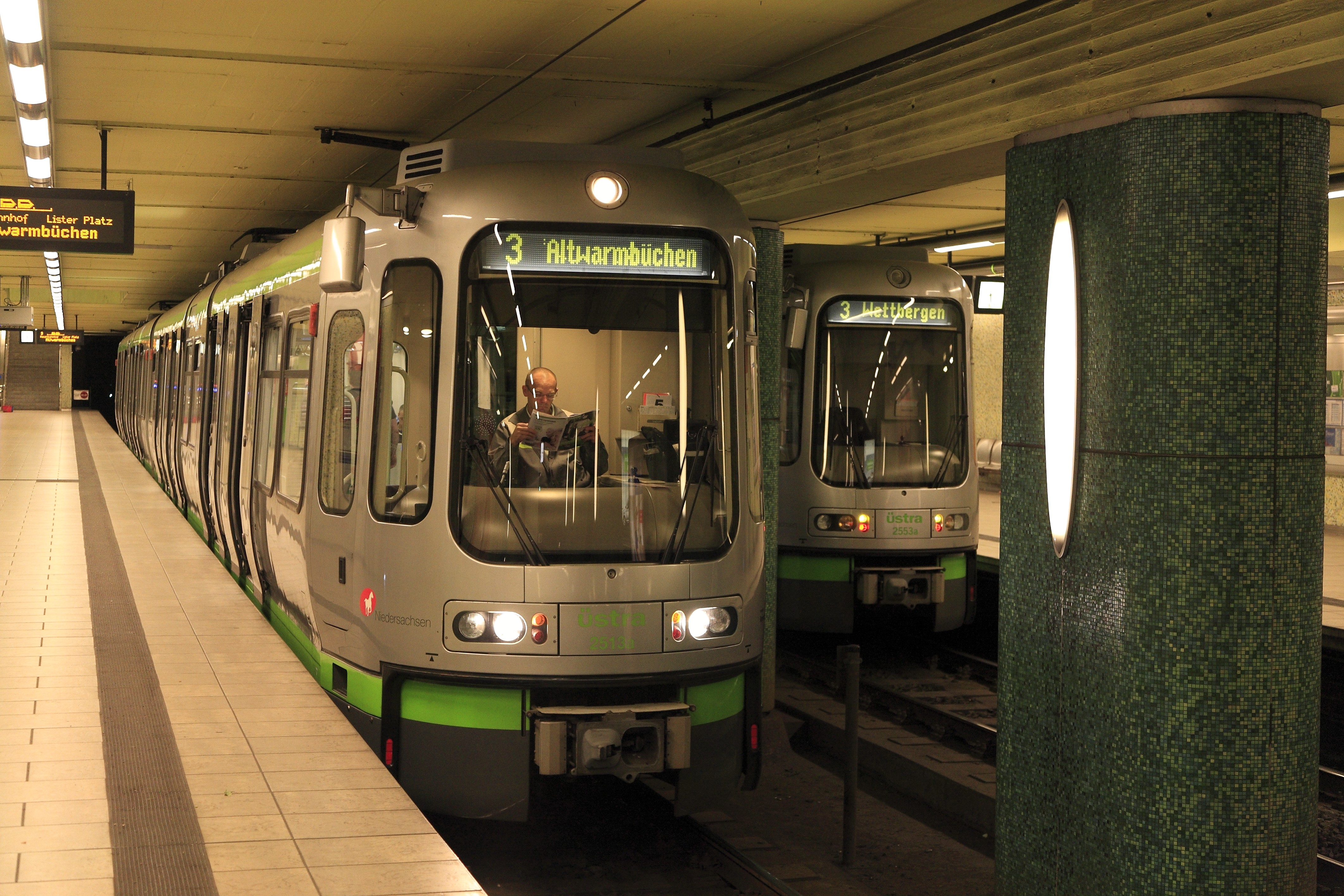
2013年撮影
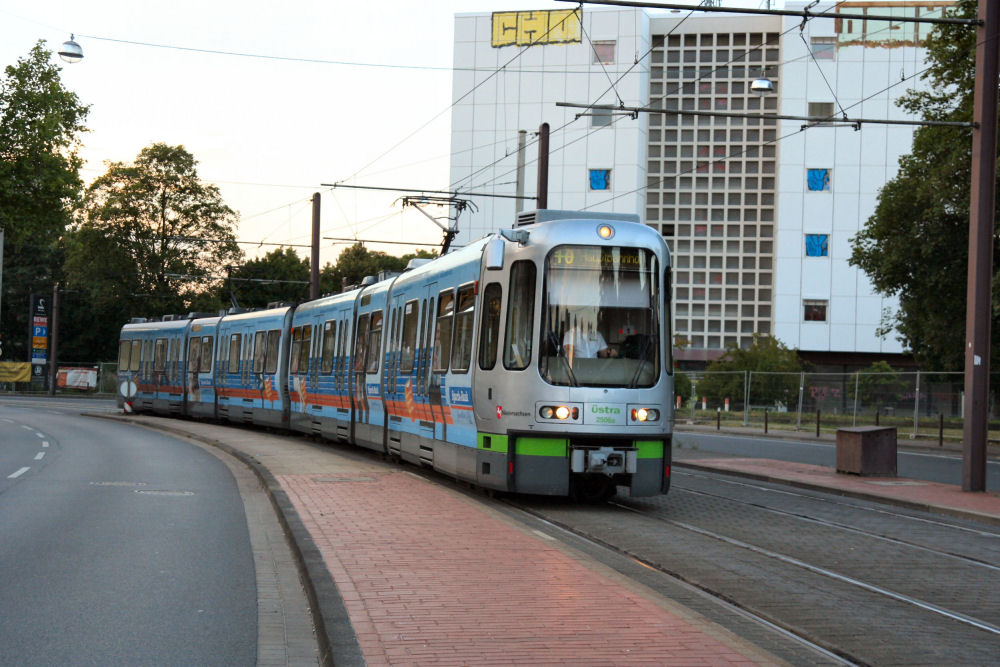
2015年撮影
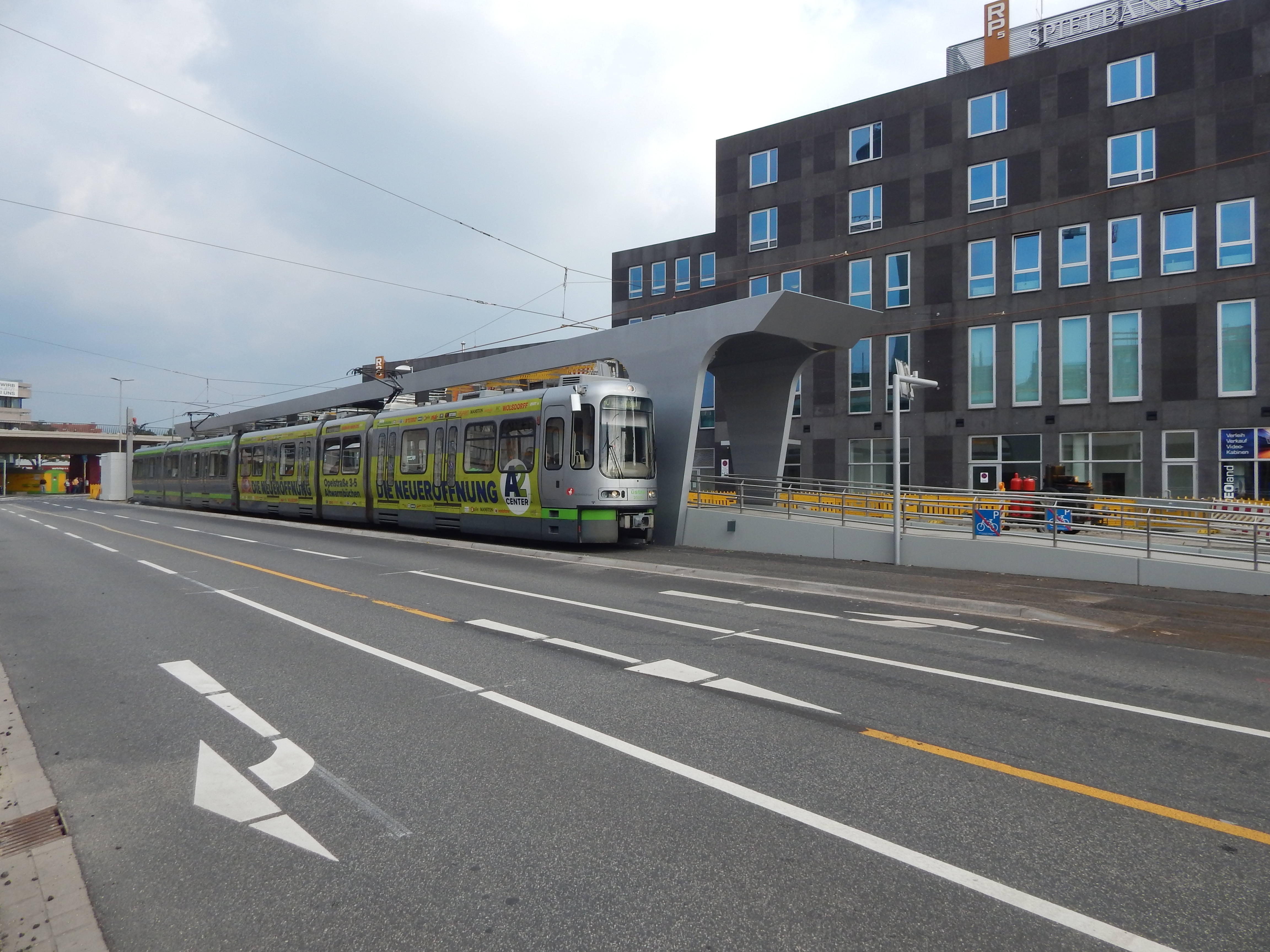
2017年撮影
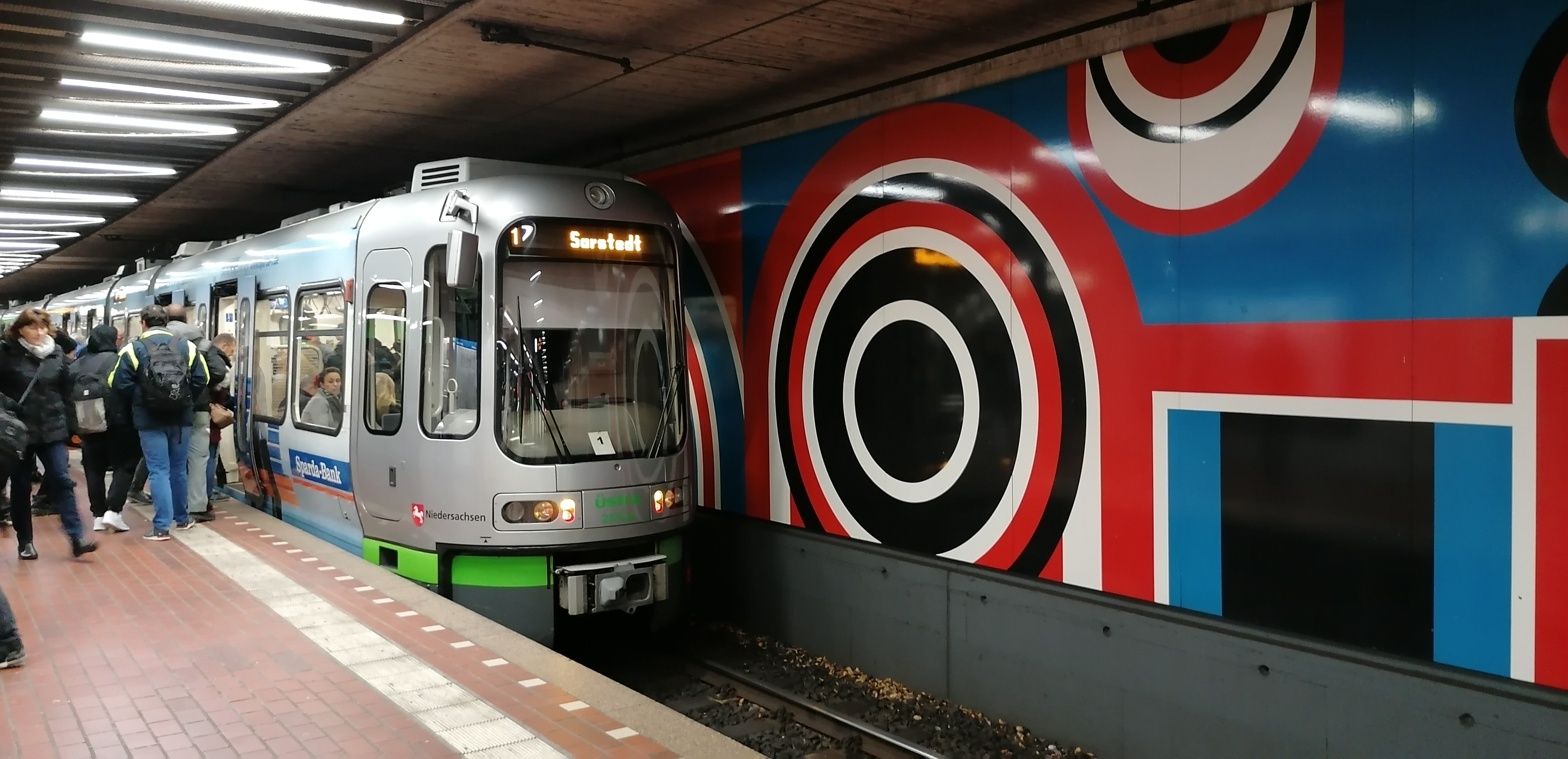
2019年撮影
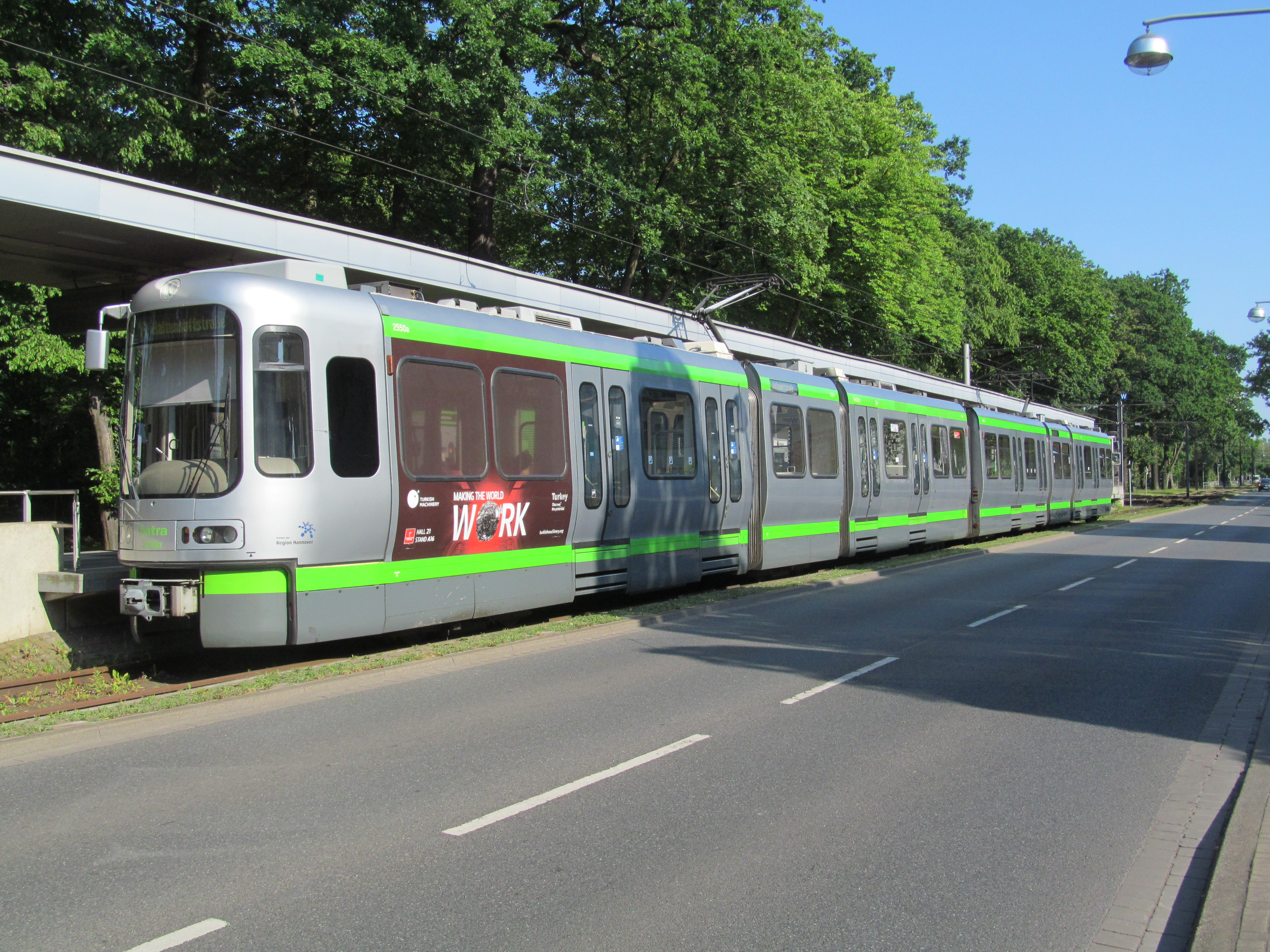
2019年撮影
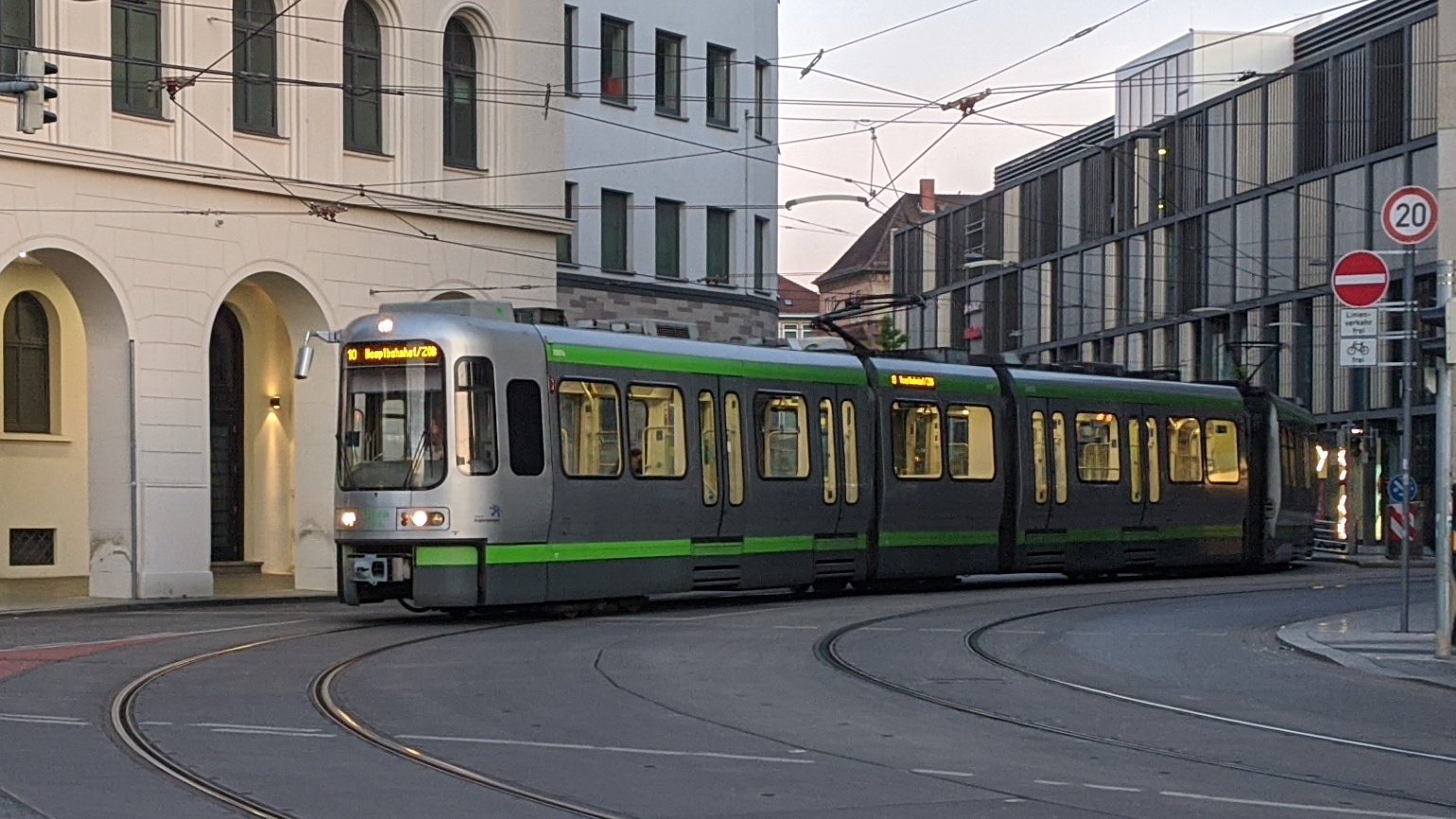
2020年撮影
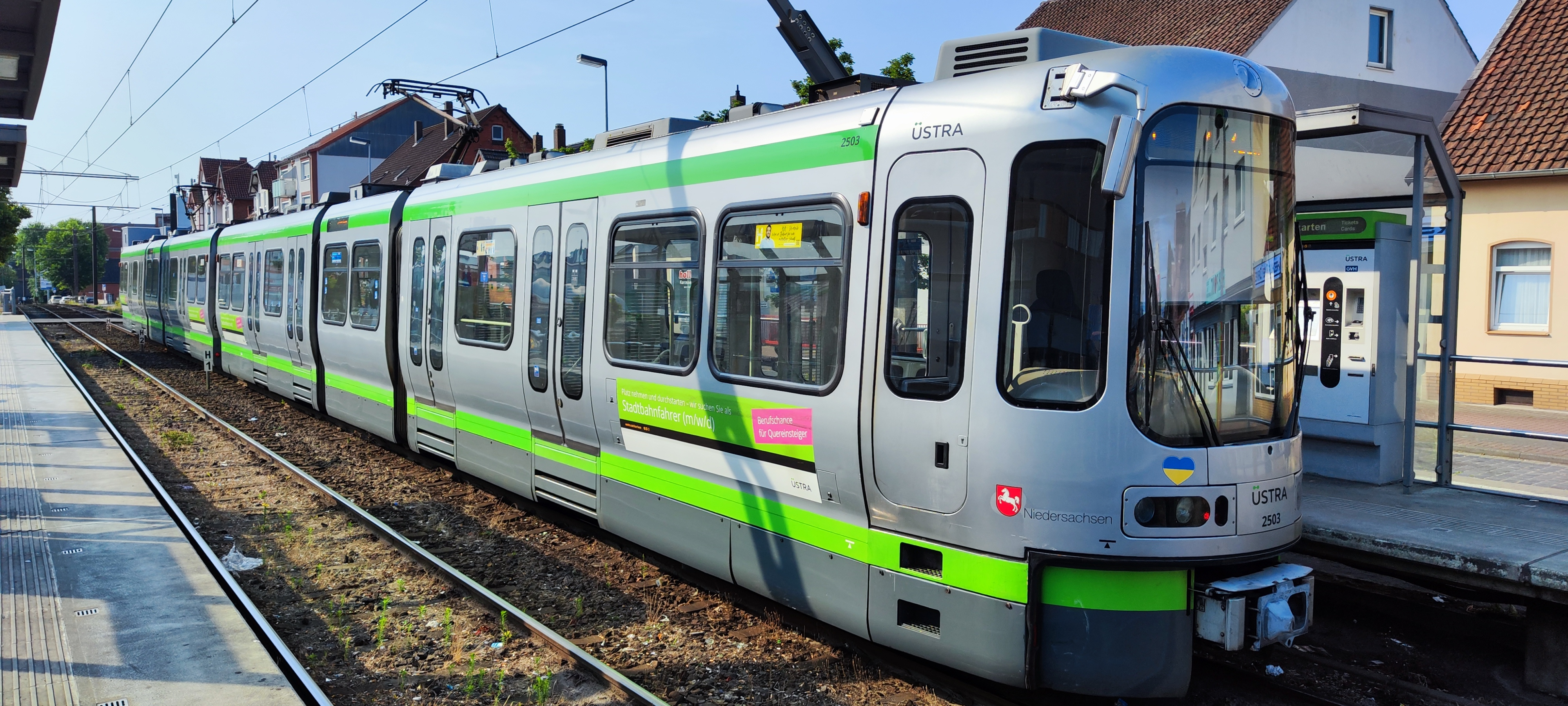
2023年撮影
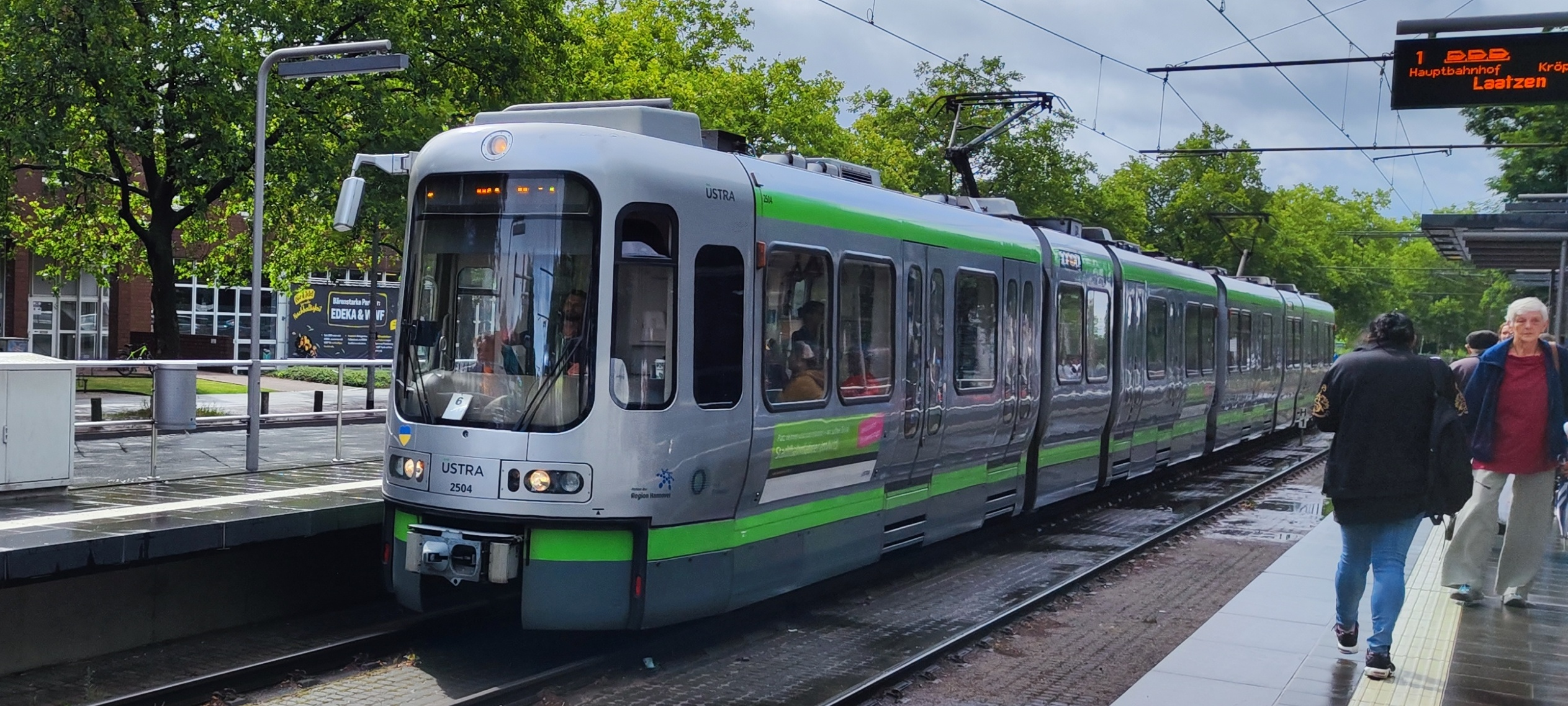
2023年撮影
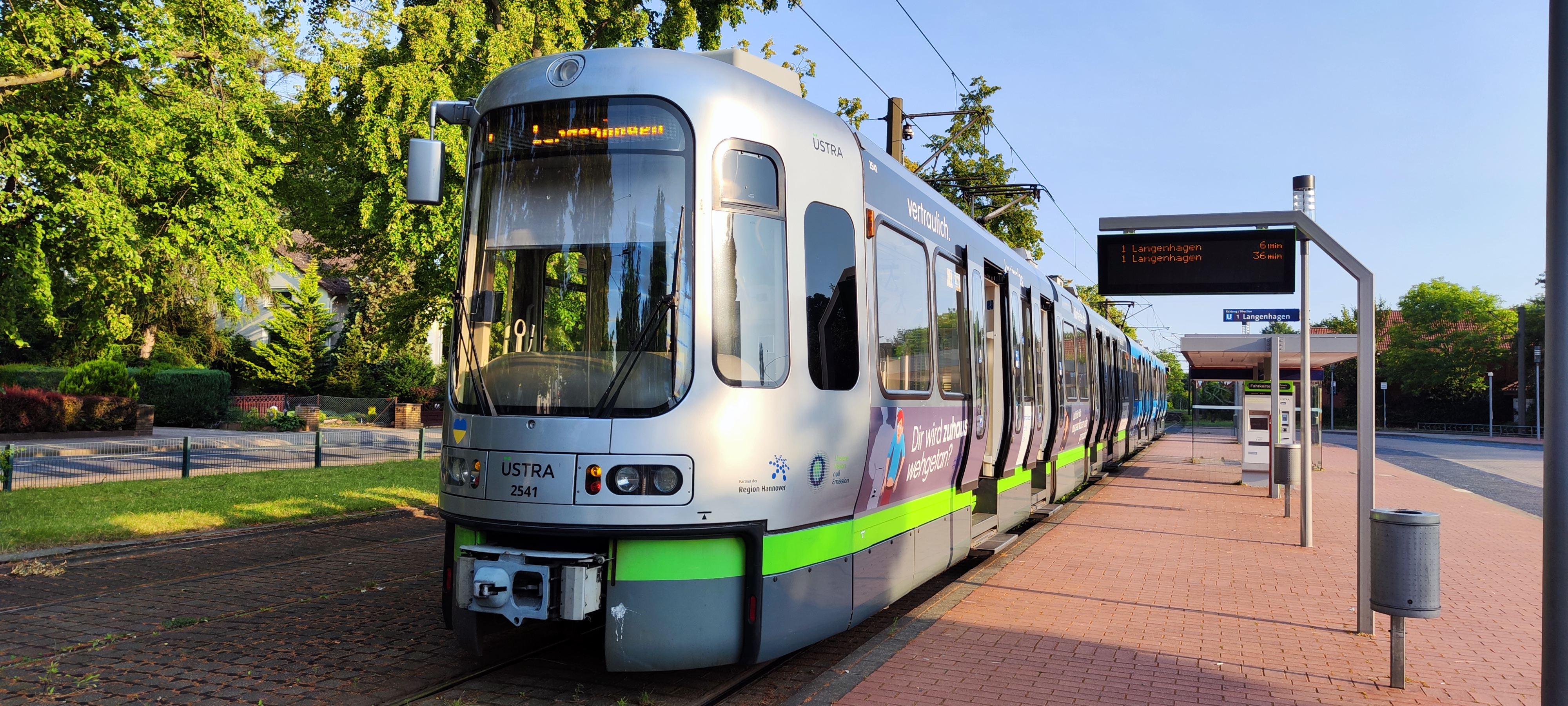
2023年撮影
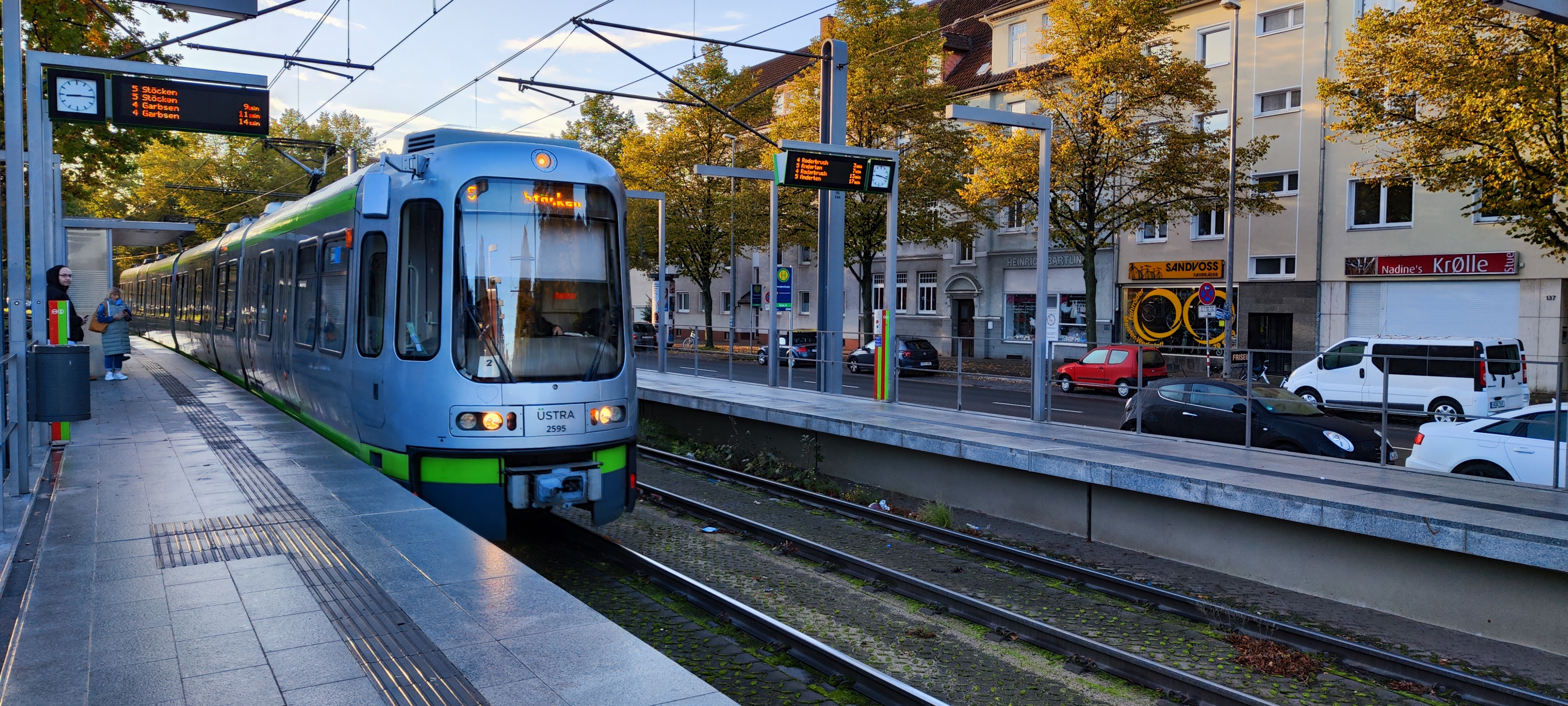
2023年撮影

## 今後の予定
ハノーファー市交通会社は、シュタットバーンの近代化に向けた新型車両・TW4000形を2025年から導入する予定で、これに伴いTW2000形・TW2500形の置き換えが進められる事になっている。

## その他
「TW2000形」の形式番号である「2000」は、万国博覧会（EXPO 2000）に加え、従来の車両（TW6000形）に続く7000番台の番号はバス、8000番台は連節バス、9000番台は事業用車両、そして1000番台は旧型の付随車（デュワグカー）に用いられていた事が由来となっている。